# 霍赫多夫

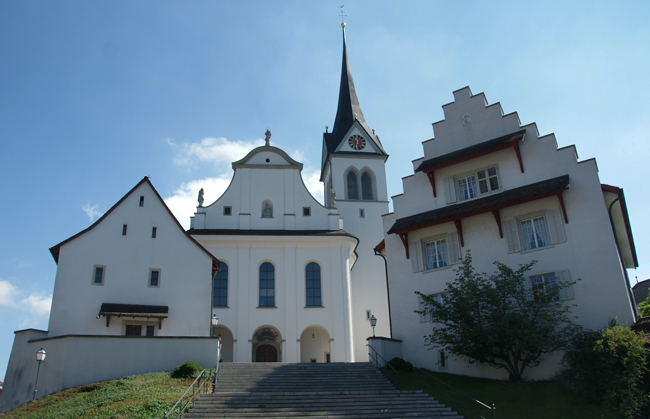
位于霍赫多夫的圣 马丁教区礼拜堂

霍赫多夫是瑞士的城鎮，位於該國中部，由琉森州負責管轄，面積9.62平方公里，七成土地是農業用地，海拔高度491米，2011年人口8,822，人口密度每平方公里917人。

## 历史
森帕赫战役后霍赫多夫由卢塞恩管辖。直至1798年霍赫多夫属于罗腾堡辖区并于1803年建立起新的霍赫多夫行政管理处。

历史上霍赫多夫常经受火灾蹂躏。例如1707年，火灾摧毁了整个村庄，如今有一座喷泉就是用来纪念曾经火灾后整个村庄的重建。